# Piero Tosi
Piero Tosi (Sesto Fiorentino, 1927. április 10. – Róma, 2019. augusztus 10.) kétszeres BAFTA-díjas olasz jelmeztervező.

## Filmjei
- Szépek szépe (Bellissima) (1951)
- Érzelem (Senso) (1954)
- Fehér éjszakák (White Nights) (1957)
- A kacér Marisa (Marisa la civetta) (1957)
- Üdülés pénz nélkül (Vacanze a Ischia) (1957)
- Fiatal férjek (Giovani mariti) (1958)
- Az írnok és az írógép (Policarpo 'ufficiale di scrittura') (1959)
- A szép Antonio (Il bell'Antonio) (1960)
- Rocco és fivérei (Rocco e i suoi fratelli) (1960)
- Szerelem Rómában (Un amore a Roma) (1960)
- A cavallo della tigre (1961)
- La viaccia (1961)
- Senilità (1962)
- A párduc (Il gattopardo) (1963)
- Házasságtörők (Adultero lui, adultera lei) (1963)
- Elvtársak (I compagni) (1963)
- Tegnap, ma, holnap (Ieri oggi domani) (1963)
- A látogatás (La visita) (1963)
- La donna scimmia (1964)
- Egymillió karátos ötlet (Caccia alla volpe) (1966)
- Boszorkányok (Le streghe) (1967)
- Páratlan (Matchless) (1967)
- Közöny (Lo straniero) (1967)
- Ezek a kísértetek (Questi fantasmi) (1967)
- Elátkozottak (La caduta degli dei) (1969)
- Médea (Medea) (1969)
- Bubù (1971)
- Halál Velencében (Morte a Venezia) (1971)
- Ludwig (1973)
- Az ezredeseket akarjuk (Vogliamo i colonnelli) (1973)
- Az éjszakai portás (Il portiere di notte) (1974)
- Libera, szerelmem (Libera, amore mio!) (1975)
- A békesség kora (L'età della pace) (1975)
- Az ártatlan (L'innocente) (1976)
- Al di là del bene e del male (1977)
- Őrült nők ketrece (La cage aux folles / Il vizietto) (1978)
- A kaméliás hölgy igaz története (La storia vera della signora dalle camelie) (1981)
- A bőr (La pelle) (1981)
- Az ajtó mögött (Oltre la porta) (1982)
- Traviata (La traviata) (1982)
- Egy apáca szerelme (Storia di una capinera) (1993)
- A ház kulcsai (Le chiavi di cas) (2004)